# Provincia de Ladislao Cabrera
Ladislao Cabrera es una provincia de Bolivia, ubicada en el sur del departamento de Oruro. Cuenta con una población de 14.851 habitantes (según el Censo INE 2012).
Está conformada por 2 municipios: Salinas de Garci Mendoza y Pampa Aullagas.

## Historia
La provincia se creó en el gobierno de Enrique Peñaranda, por Ley de 13 de octubre de 1941, separándose de la provincia de Abaroa. Se le dio el nombre en honor a Ladislao Cabrera, uno de los protagonistas de la defensa de Calama durante la Guerra del Pacífico.

## Geografía
La provincia se ubica en la parte meridional del departamento de Oruro, al oeste del país. Limita al norte con la provincia de Sud Carangas, al oeste con la provincia de Sabaya, al sur con el departamento de Potosí, y al este con las provincias de provincia de Abaroa y Sebastián Pagador.

## Demografía
De acuerdo con el censo boliviano de 2024, la población de la provincia de Ladislao Cabrera es de 19 086 habitantes.
La población de la provincia ha aumentado más de dos veces y media en las últimas tres décadas:
| Año  | Habitantes | Fuente |
| ---- | ---------- | ------ |
| 1992 | 7 363      | Censo  |
| 2001 | 11 698     | Censo  |
| 2012 | 14 678     | Censo  |
| 2024 | 19 086     | Censo  |

| Gráfica de evolución demográfica de la Provincia de Ladislao Cabrera entre 1992 y 2012 |
|                                                                                        |
| Fuente: Instituto Nacional de Estadística de Bolivia                                   |